# Perisoreus
Perisoreus je rod ptáků z čeledi krkavcovití (Corvidae).

## Systém
Seznam dosud žijících druhů:
- Sojka sečuánská - Perisoreus internigrans
- Sojka šedá - Perisoreus canadensis
- Sojka zlověstná - Perisoreus infaustus